# Кастельфранко-Емілія
Кастельфранко-Емілія (італ. Castelfranco Emilia) — муніципалітет в Італії, у регіоні Емілія-Романья,  провінція Модена.
Кастельфранко-Емілія розташоване на відстані близько 330 км на північ від Рима, 26 км на північний захід від Болоньї, 12 км на південний схід від Модени.
Населення — 32 724 особи (2014).
Щорічний фестиваль відбувається 9 жовтня. Покровитель — San Donnino.

## Демографія
Населення за роками:

Станом на 1 січня 2023 року в муніципалітеті офіційно проживало 4318 іноземців з 85 країн, серед них 909 громадян країн Євросоюзу та 256 громадян України.

## Сусідні муніципалітети
- Анцола-делл'Емілія
- Вальзамоджа
- Модена
- Нонантола
- Сан-Чезаріо-суль-Панаро
- Сан-Джованні-ін-Персічето
- Сант'Агата-Болоньєзе